# Tanystylum dowi
Tanystylum dowi is een zeespin uit de familie Ammotheidae. De soort behoort tot het geslacht Tanystylum. Tanystylum dowi werd in 1979 voor het eerst wetenschappelijk beschreven door Child. 